# San Juan Parangaricutiro
San Juan Parangaricutiro – niezamieszkana wieś w środkowym Meksyku, wyludniona po erupcji wulkanu Paricutín, która rozpoczęła się 20 lutego 1943 roku i trwała osiem lat. Wioska została zalana przez lawę, jedynym ocalałym budynkiem są ruiny kościoła, które wystają ponad poziom zastygłej lawy. Za sprawą powolnego spływu lawy nikt nie zginął z powodu erupcji, wszyscy mieszkańcy zostali ewakuowani i osiedli w nowo wybudowanej wsi Nuevo San Juan Parangaricutiro.